# Domingo Santana
Domingo Alberto Santana (né le 5 août 1992 à Saint-Domingue, République dominicaine) est un voltigeur des Brewers de Milwaukee de la Ligue majeure de baseball.

## Carrière

### Astros de Houston
Domingo Santana paraphe son premier contrat professionnel le 23 mars 2009 avec les Phillies de Philadelphie, qui lui accordent un boni à la signature de 330 000 dollars US. Il amorce la même année sa carrière en ligues mineures avec des clubs affiliés aux Phillies. Ceux-ci le transfèrent aux Astros de Houston le 15 août 2011 en qualité de « joueur à être nommé plus tard » dans la transaction du 29 juillet précédent qui avait envoyé le voltigeur étoile Hunter Pence à Philadelphie contre le joueur de premier but Jon Singleton et les lanceurs droitiers Jarred Cosart et Josh Zeid. Selon le Houston Chronicle, un membre de la direction des Phillies aurait confié que le transfert de Santana, alors joueurs de ligues mineures, aux Astros était le résultat d'une bête erreur, le club de Philadelphie ayant remis à leurs adversaires une liste de noms de joueurs, les laissant choisir celui qu'ils désiraient, mais sans réaliser que celui de Santana n'aurait jamais dû s'y trouver. Le directeur-gérant Ruben Amaro, Jr. s'empresse de démentir l'embarrassante allégation.
À sa 6e année en ligues mineures, dont deux complètes dans l'organisation des Astros, Domingo Santana est considéré comme l'un des joueurs les plus prometteurs sous contrat avec la franchise. En même temps que le releveur gaucher Kevin Chapman et que le joueur de deuxième but Enrique Hernández, Santana est rappelé des ligues mineures pour faire ses débuts dans le baseball majeur avec Houston le 1er juillet 2014 face aux Mariners de Seattle. 
Limité à un seul but-sur-balles en 18 passages au bâton en 2014, Santana revient chez les Astros la saison suivante pour réussir son premier coup sûr dans les majeures le 16 juin 2015 aux dépens du lanceur Chris Rusin des Rockies du Colorado. Le 18 juin, contre le même club, il réussit lors d'une apparition comme frappeur suppléant face au lanceur Scott Oberg son premier coup de circuit.
Santana frappe 10 coups sûrs, dont deux circuits, en 20 matchs joués au total pour Houston en 2014 et 2015.

### Brewers de Milwaukee
Avec le voltigeur Brett Phillips, le lanceur droitier Adrian Houser et le lanceur gaucher Josh Hader, tous joueurs de ligues mineures, Santana est transféré des Astros aux Brewers de Milwaukee le 30 juillet 2015 en échange du voltigeur étoile Carlos Gómez et du lanceur partant droitier Mike Fiers.